# 구월로
구월로(九月路, Guwol-ro)는 인천광역시 미추홀구 주안동에서 남동구 만수동 만수주공사거리까지 연결하는 도로로, 총 연장은 3.76km이다. 도로의 명칭이 유래된 것은 중간에 구월동을 관통하는 도로임을 반영하여 제명되었다.

## 역사
- 2009년 7월 6일 : 도로명으로 구월로를 고시

## 주요 경유지
- 미추홀구
  - 주안동
- 남동구
  - 간석동 - 구월동 - 만수동

## 접촉하는 도로
- 경원대로
- 경인로 (국도 제42호선, 국도 제46호선)
- 문화로
- 예술로
- 남동대로
- 용천로
- 당좌로
- 호구포로
- 복개서로
- 복개동로
- 구월말로
- 만경로
- 하촌서로
- 백범로 (국도 제42호선)
- 간접 접촉 : 하촌로

## 철도 연계역
- ● 인천 도시철도 1호선 : 인천시청역
- ● 인천 도시철도 2호선 : 석바위시장역, 인천시청역, 석천사거리역, 모래내시장역, 만수역

## 사진

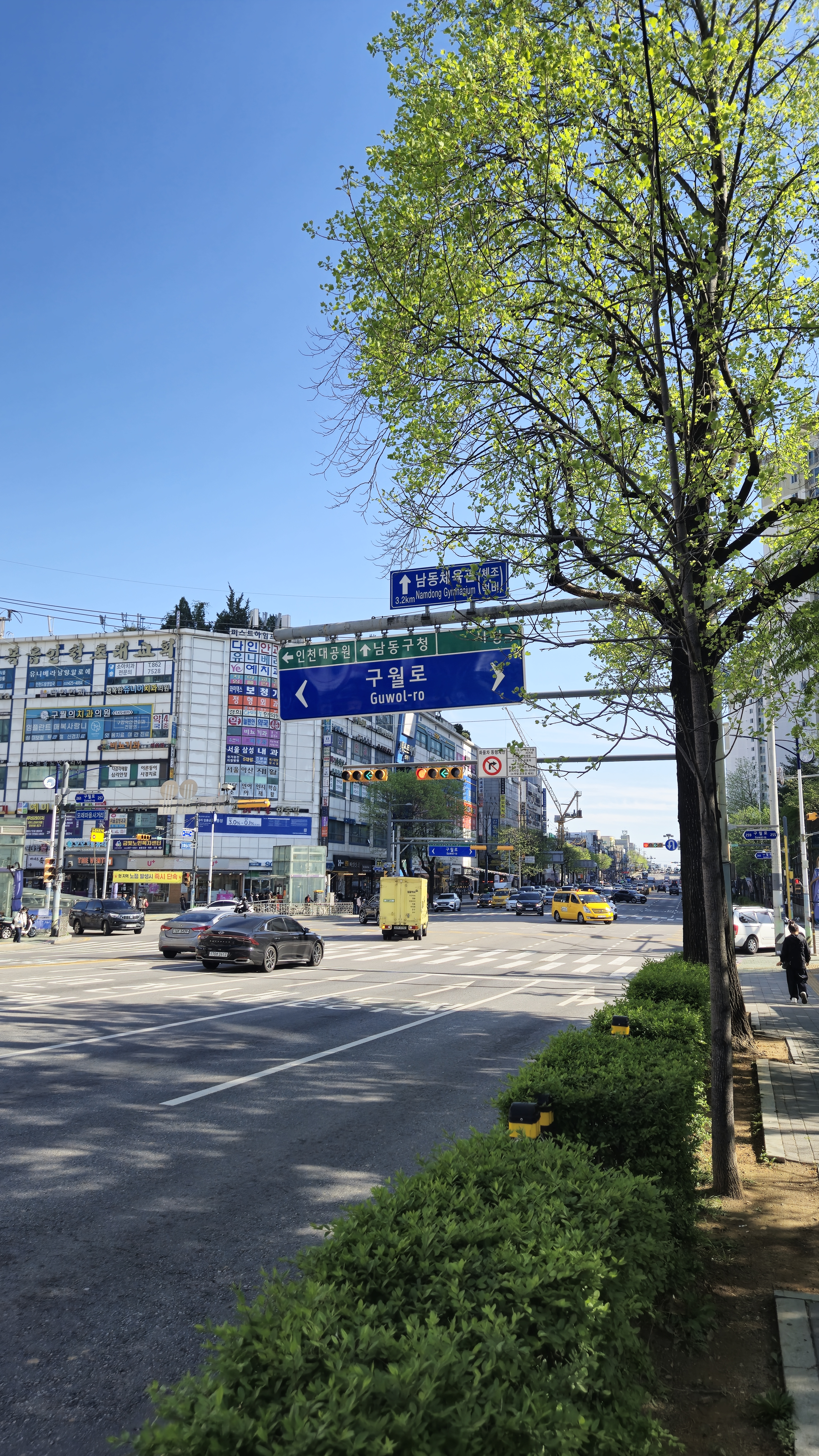
구월로 모래내시장측면
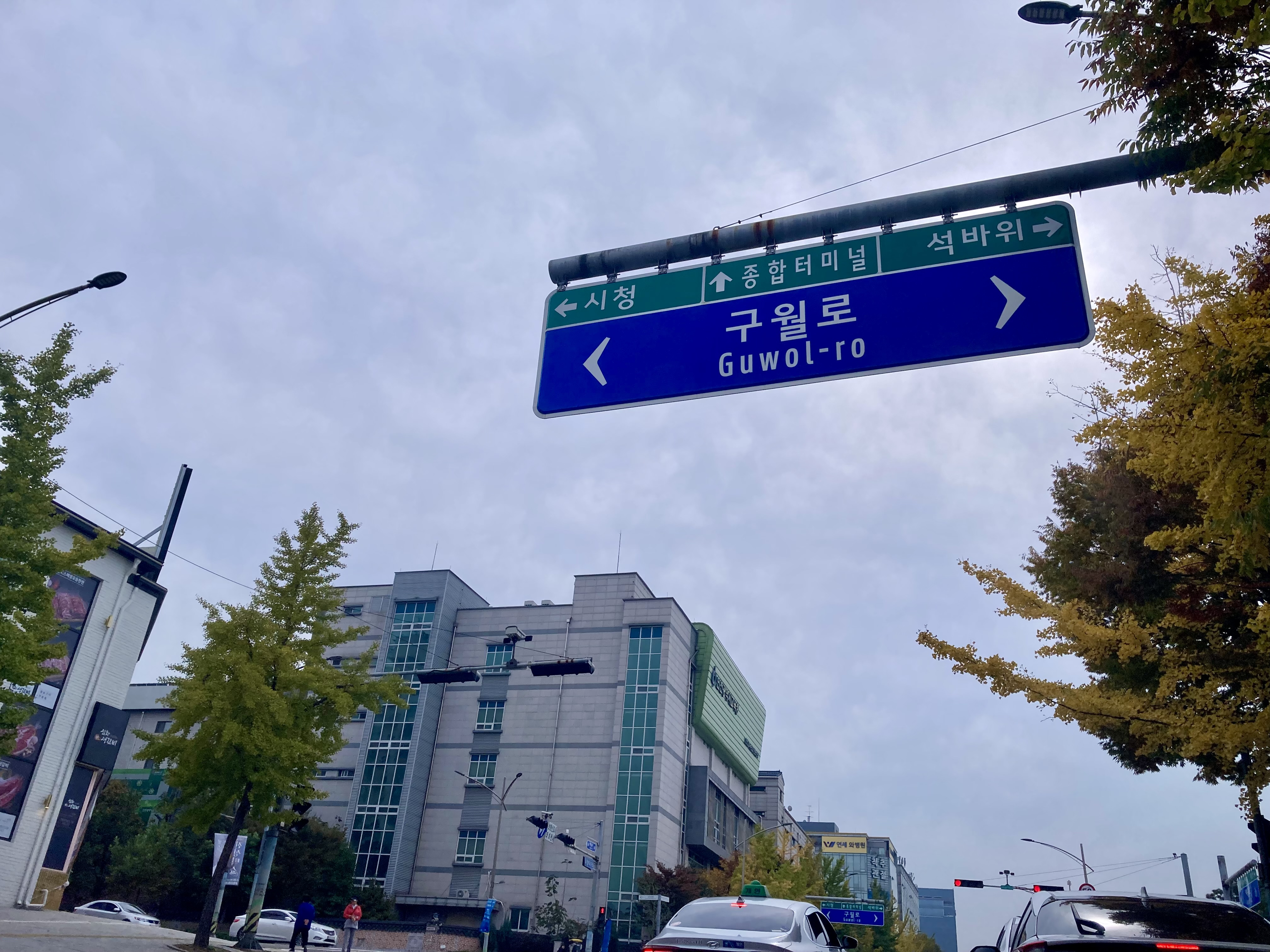
구월로 표지판(인천광역시교육청, 인천시청역 인근)
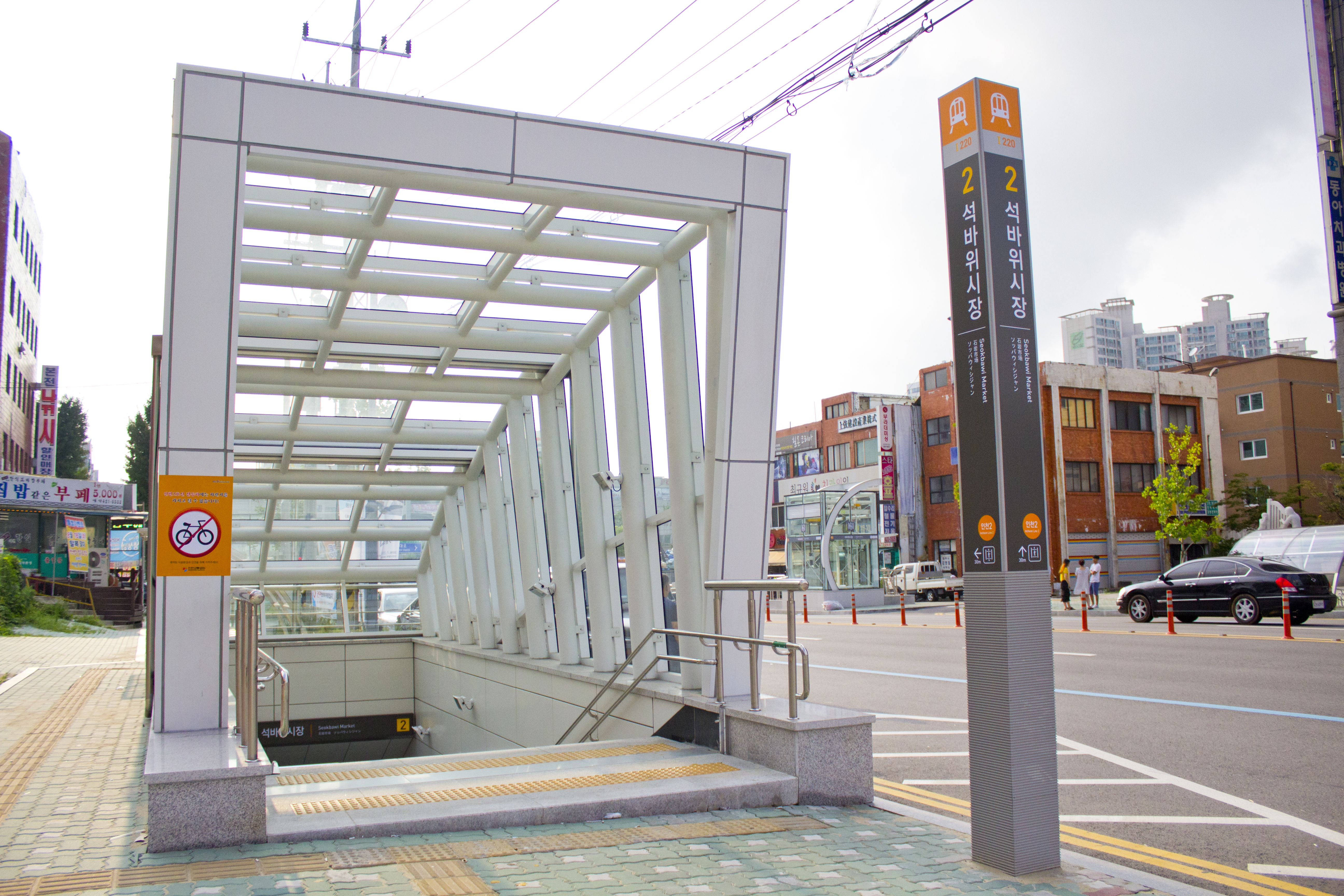
구월로에 직접적으로 병설되어 있는 석바위시장역 2번 출구 전경

## 주요 시설
- 한국방송통신대학교
- 인천광역시청
- 인천광역시교육청
- 구월동 힐스테이트 & 캐슬
- 모래내시장
- 인천중앙공원

## 같이 보기
- 구월남로
- 구월말로